# Каппа Дракона
Ка́ппа Дра́кона (лат. Kappa Draconis, κ Draconis, κ Dra) — звезда, голубой гигант, расположенный в циркумполярном (то есть околополюсном) созвездии Северного полушария — Дракон. Имея видимую звёздную величину 3,88m, она видна невооружённым глазом даже при помехах от городского искусственного освещения. Находится на расстоянии 490 световых лет от Солнца.

## Описание
Поперёк хвоста Дракона расположены три звезды, образуя короткий ряд. Самая яркая из них — Каппа — вторая звезда от конца хвоста Дракона. С первого взгляда три звезды, обозначенные Флемстидом как 4 Dra, 5 Dra (Каппа) и 6 Dra, могут выглядеть как единая тройная система. Однако их близость является простым совпадением, поскольку они не имеют никакой физической связи друг с другом и находятся на разных расстояниях от Солнца: 4 Дракона находится на 50 световых лет дальше Каппы Дракона, а 6 Дракона ещё на 30 световых лет дальше. Тем не менее они составляют на небесной сфере контрастную и примечательную для любительских наблюдений группу, поскольку звезда четвертой величины Каппа является голубым гигантом спектрального класса B, в то время как две другие звезды представляют собой красные гиганты — 6 Дракона, звезда пятой величины (4,95m), обладает спектральным классом M4, а 4 Дракона является немного более горячей (и оранжевой по цвету) звездой пятой величины спектрального класса K3.
Каппа Дракона, которая доминирует в этом трио, классифицируется как B6IIIpe. «B6» помещает объект в середину класса B (голубые звёзды), «III» означает, что это гигант, «p» является сокращением к термину «пекулярный» (проявляющий особенности), а «e» означает, что в спектре звезды обнаружены эмиссионные линии (кроме обычных линий поглощения). Каппа Дракона является так называемой Be-звездой, она похожа на гораздо более яркую Гамму Кассиопеи и, как и последняя, окружена вращающимся ярким диском из излучающей материи, выброшенной с поверхности звезды. Механизм формирования таких дисков детально неизвестен, но они всегда связаны с быстровращающимися звездами. Кроме того, Каппа Дракона классифицируется как «оболочечная звезда», что подразумевает толстый поглощающий диск, который расположен более или менее вдоль линии наблюдения. Диск или оболочка, похоже, имеют долгосрочные колебания с периодом в 23 года в дополнение к другим, более коротким периодическим колебаниям (диски довольно неустойчивы).
Это звезда с высокой светимостью, она в 1400 раз ярче Солнца и примерно в пять раз более массивна. Её температура равна 13 800 К.
Из светимости и температуры можно определить радиус звезды, в 6,4 раза превышающий радиус Солнца. В источниках даётся два значения произведения экваториальной скорости вращения на синус наклона оси: один источник дает vэ sin i = 160 км/с, а второй — 250 км/с (эти значения можно рассматривать как нижнее ограничение на экваториальную скорость вращения, поскольку осевой наклон неизвестен; даже для меньшего из двух значений скорость получается как минимум в 80 раз больше солнечной). Если верен первый источник, то звезда совершает полный оборот вокруг оси менее чем за 2 суток, если второй, то менее чем за 1,3 суток (для сравнения, Солнце имеет экваториальный период вращения около 25 суток).
Из спектральных исследований предполагается наличие одного спутника с орбитальным периодом 0,89 суток, при этом расстояние между звёздами должно быть всего лишь 0,03 астрономической единицы (5 млн км). Однако не исключено, что наблюдаемые спектральные вариации могут быть результатом вращения, если экваториальная скорость вращения составляет 360 км/с (это не противоречит измерениям, представленным выше). С другой стороны, есть предположение, что звезда является затменной переменной типа Беты Лиры, что опять же подразумевает наличие компаньона.
Каппа Дракона либо уже закончила своё пребывание на главной последовательности, исчерпав водород в ядре, либо покинет её в самом скором (по астрономическим масштабам) времени. Примерно через полмиллиона лет в её недрах начнётся горение гелия, и она превратится в красного гиганта, который будет в два раза ярче, чем сейчас. В это время несвязанное трио около конца хвоста Дракона всё ещё будет наблюдаться довольно близко друг от друга на небесной сфере.

## Полярная звезда

Смещение северного полюса на фоне неподвижного неба эпохи J2000.0 при лунно-солнечной и планетной прецессии для интервала времени от 48000 г. до н. э. до 52000 г. н. э.. Что показывает соответствующую смену полярных звёзд.

Каппа Дракона — одна из восьми ярких звезд в северном полушарии, становящихся «Полярной звездой» (ближайшей к полюсу мира яркой звездой) в течение прецессионного цикла Земли за 26 000 лет. Эта звезда в настоящее время имеет склонение 69ч 47м 18с, более 20 градусов от Северного небесного полюса, но из-за прецессии земной оси полюса перемещаются по небесной сфере. Каппа Дракона была ближайшей звездой к полюсу, видимой невооруженным глазом, с 1793 г. до н. э. в течение приблизительно 1000 лет. Однако, поскольку Каппа Дракона несколько тусклее, чем соседний Кохаб (β Малой Медведицы), то, возможно, именно он и считался в то время полярной звездой. В следующий раз полярной звездой Каппа Дракона будет через приблизительно 21 000 лет.
Другие семь ярких звезд, становящиеся «Полярной» в течение прецессионного цикла:
- Рукбалгети Шемали (Тау Геркулеса);
- Вега (Альфа Лиры);
- Альдерамин (Альфа Цефея);
- Альраи (Гамма Цефея);
- Полярная (Альфа Малой Медведицы);
- Дельта Лебедя;
- Тубан (Альфа Дракона).

## В китайской астрономии
В китайской астрономии астеризм, состоящий из Каппы Дракона, α Дракона, λ Дракона, 24 Большой Медведицы, 43 Жирафа, α Жирафа и BK Жирафа, называется «Пурпурная запретная ограда» (紫微右垣, «Цзы Вэй Ю Юань»). Соответственно, сама Каппа Дракона известна как «Вторая звезда Правой стены Пурпурной запретной ограды» (紫微右垣二, «Цзы Вэй Ю Юань Эр»).